# کلیسورا (بلا پالانکا)
کلیسورا (به صربی: Klisura) یک منطقهٔ مسکونی در صربستان است که در بلا پالانکا واقع شده‌است. کلیسورا ۲۲۲ نفر جمعیت دارد.